# Anemone mexicana
Anemone mexicana är en ranunkelväxtart som beskrevs av Carl Sigismund Kunth. Anemone mexicana ingår i släktet sippor, och familjen ranunkelväxter. Inga underarter finns listade i Catalogue of Life.